# 하산 디아브

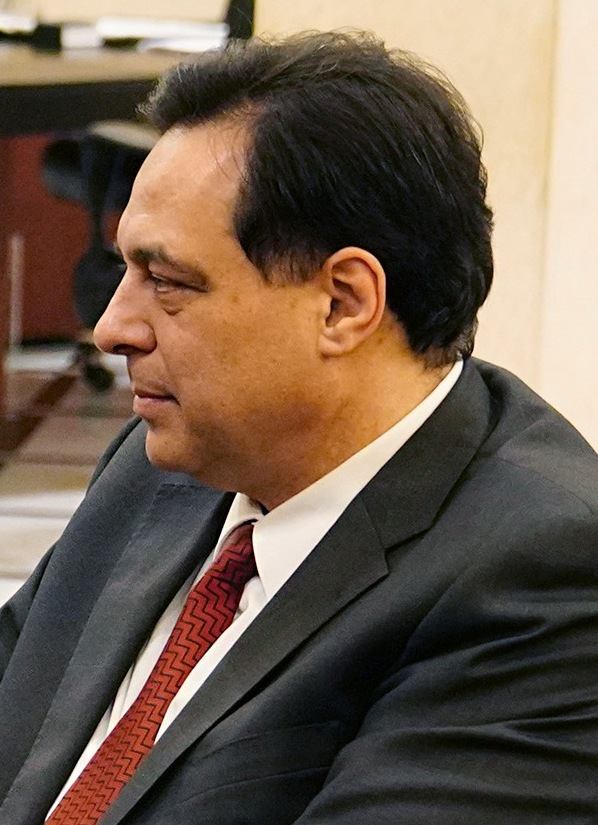

하산 디아브(1959년 1월 6일 ~ )는 레바논의 정치인이자 공학자이다. 또한 하산 디아브는 2020년 1월부터 레바논의 총리를 역임하였으나, 2020년 8월 베이루트 폭발 사고로 사임하였다. 또한 총리 직전에는 2011년 6월부터 2014년 2월까지 미셸 술레이만 대통령 밑에서 교육부 장관을 역임했다.